# Proceso de Dow
El proceso de Dow es el método electrolítico de extracción de bromo de la salmuera, y fue el segundo proceso revolucionario de Herbert Henry Dow para generar bromo comercialmente. 
Este proceso fue patentado en 1891. En la invención original, las salmueras que contienen bromuro se tratan con ácido sulfúrico y polvo blanqueador para oxidar el bromuro a bromo, que permanece disuelto en el agua. La solución acuosa se gotea sobre arpillera, y se sopla agua haciendo que el bromo se volatilice. El bromo queda atrapado con giros de hierro para dar una solución de bromuro férrico. El tratamiento con más metal de hierro convirtió el bromuro férrico en bromuro ferroso mediante conmutación. Cuando se desee, se puede obtener bromo libre por descomposición térmica de bromuro ferroso. 
Antes de que Dow entrara en el negocio del bromo, la salmuera se evaporaba calentándola con restos de madera y luego se eliminaba el cloruro de sodio cristalizado. Se añadió un agente oxidante y se formó bromo en la solución. Luego se destilaba el bromo. Este fue un proceso muy complicado y costoso. 

## Preparación de fenol
El proceso de Dow también puede referirse a la hidrólisis del clorobenceno en la preparación de fenol. El benceno puede convertirse fácilmente en clorobenceno mediante sustitución electrofílica aromática. Se trata con hidróxido de sodio acuoso a 350 °C y 300 bar o hidróxido de sodio fundido a 350 °C para convertirlo en fenóxido de sodio, que produce fenol tras la acidificación. Cuando 1- [14C] -1-clorobenceno se sometió a NaOH acuoso a 395 °C, el producto de sustitución de ipso 1- [14C] -fenol se formaba con un rendimiento del 54%, mientras que el producto de sustitución de cine 2- [14C] -fenol se formaba con un rendimiento del 43%, lo que indica que existe un mecanismo de eliminación-adición (bencina) predomina, quizás con una pequeña cantidad de producto de la eliminación-adición (SNAr). 